# Casa în care, în anii 1944-1954, a locuit compozitorul Eugeniu Coca
Casa în care, în anii 1944-1954, a locuit compozitorul Eugeniu Coca a fost o clădire din Centrul istoric al Chișinăului, până în prezent monument istoric de însemnătate națională din orașul Chișinău. Clădirea a fost demolată.

## Istorie
A fost ridicată la începutul secolului al XX-lea. Până în 1940 proprietar era atestat Teofil Bologa. În 1945–1954 aici a locuit compozitorul Eugen Coca (1893-1954). În memoria acestuia, pe peretele casei era instalată o placă comemorativă.

## Arhitectură
Clădirea era amplasată în adâncul curții. Era construită din piatră, pe un plan rectangular, într-un parter, caracteristic pentru casele modeste de la începutul secolului al XX-lea, influențate de arhitectura casei populare. Pereții erau tencuiți, acoperișul era de țiglă. Accesul se făcea printr-un antreu, amplasat în axa de simetrie a fațadei, iar odăile erau amplasate lateral de ambele părți. Ulterior intrarea a fost închisă cu zidărie. În fundul casei se aflau dependințele și bucătăria, cu o intrare din partea opusă a celei principale.